# Rudolf Witzig
Rudolf Witzig (Röhlinghausen, Wanne-Eickel, 14 augustus 1916 - Oberschleißheim, 3 oktober 2001) was een Duits officier die een belangrijk aandeel had in het beleg en de val van het Belgische Fort Eben-Emael op 10 en 11 mei 1940.

## Situering
Voor de aanvang van de Slag rond het Fort Eben-Emael raakte Luitenant Witzig niet tijdig in Eben-Emael. Door een uitwijkmaneuver voor een ander vliegtuig brak de trekkabel van het zweefvliegtuig waarin Lt Rudolf Witzig zat. Hij landde na het zweven over de Rijn in een weide. Witzig kon beroep doen op een JU-52 vliegtuig, dat de zwever terug in de lucht trok. Om 6.30 u, 2 uur na de aanval, landde Witzig op het fort. Door toepassing van de zogenoemde Auftragstaktik had de tweede in bevel, Sgt. Maj. Wenzel ondertussen de leiding over de aanval overgenomen.
Luitenant Witzig werd voor zijn prestatie bevorderd tot majoor. In 1956 bij de vorming van het nieuwe Duitse leger, de Bundeswehr, werd zijn expertise terug benut en kreeg hij de rang van Oberst.

## Militaire loopbaan
Luftwaffe
- Offizieranwärter: 1 april 1935[1]
- Leutnant: 20 april 1937[1]
- Oberleutnant: juli 1939[1]
- Hauptmann: 16 mei 1940[1]
- Major: 24 augustus 1942[1]

Bundeswehr
- Oberstleutnant: 16 januari 1956
- Oberst:[1]18 oktober 1965

## Decoraties
- Ridderkruis van het IJzeren Kruis in mei 1940 als Oberleutnant en Führer Sturmgruppe "Granit"/ Fallschirm-Sturm-Abteilung "Koch"/ 7.Flieger-Division[2][1]
- Ridderkruis van het IJzeren Kruis met Eikenloof op 25 november 1944 als Major en commandant I./Fallschirm-Pionier-Regiment.21[2][1]
- IJzeren Kruis 1939, 1e Klasse (10 mei 1940)[3][1] en 2e Klasse (10 mei 1940)[3][1]
- Gewondeninsigne 1939 in zwart op 18 oktober 1941[3]
- Duitse Kruis in goud op 17 oktober 1943 als Major en commandant Korps-Fallschirm-Pionier-Bataillon/XI.Flieger-Korps[4][1]
- Mouwband Kreta op 12 november 1942[3][1]
- Mouwband Afrika op 6 januari 1943[3][1]
- Erdkampfabzeichen der Luftwaffe op 17 oktober 1943[3][1]
- Ehrenblattspange der Lufwaffe op 7 mei 1945[3][1]
- Medaille ter Herinnering aan de 1e Oktober 1938 met gesp „Prager Burg“[1]
- Fallschirmschützenabzeichen des Heeres[1]
- Ehrenblattspange Der Luftwaffe op 7 mei 1945
- Witzig werd tweemaal genoemd in het Wehrmachtbericht. Dat gebeurde op:
- 11 mei 1940[1]
- 8 augustus 1944[1]